# Peter Philips
Pour les articles homonymes, voir Philips (homonymie).
Peter Philips (ou Philipps, Pierre Filippe, Pietro Philippi), né entre le 5 août 1560 et le 4 août 1561, probablement à Londres, et décédé à Bruxelles en 1628, est un prêtre catholique, compositeur, virginaliste et organiste anglo-flamand. Grâce à lui, l'Europe continentale a pu se familiariser avec la musique anglaise.

## Biographie
Sa première composition connue, une Pavana pour clavier datée de 1580 (vraisemblablement la seule qu'il composa sur son sol natal), fut extrêmement populaire, notamment grâce aux arrangements que d’autres musiciens en firent, parmi lesquels Morley, Dowland et Sweelinck.
Au début du mois d’août 1582, Philips fuit l’Angleterre « pour la foy catholique ». Il arrive en octobre à Rome où il est accueilli au Collège anglais. Après quelques jours de repos, Philips est engagé par le cardinal Alexandre Farnèse au service duquel il reste durant trois années. Dans le même temps, Philips preste comme organiste au Collège. Il fait la connaissance de Palestrina.
Au mois de février 1585, Lord Thomas Paget, célèbre aristocrate anglais, catholique romain réfugié lui aussi, arrive au Collège. Philips entre à son service, et part avec lui en mars; ils voyagent durant cinq années, visitant successivement Gênes en septembre 1585, Madrid en octobre de la même année, et la France en septembre 1586. Ils passent l’année 1587 et la première moitié de l’année suivante à Paris, à part un bref séjour à Bruxelles au mois de mars 1588.
Au mois de juin 1588, Paget et Philips arrivent à Anvers, et en février 1589, ils s’installent à Bruxelles. Lord Paget meurt un an plus tard ; Philips s’installe alors à Anvers. À cette époque, il gagnait péniblement sa vie en apprenant aux enfants à jouer du virginal.
En 1593, il se rend à Amsterdam, très probablement pour rencontrer Sweelinck, autre grand claviériste et compositeur de l’époque. Durant son voyage de retour, Philips tombe malade et reste pendant trois semaines à Middelburg pour s’y reposer. Un compatriote anglais, Roger Walton, en profita pour dénoncer Philips aux autorités hollandaises, l’accusant d’être complice d’un complot contre la vie de la reine Élisabeth. Walton, Philips et un autre accusé, Robert Pooley, furent arrêtés et conduits à La Haye pour y être interrogés et attendre le rapport de Londres. En prison, Philips composa la Pavane & Gaillarde Dolorosa. L’enquête blanchit Philips, qui fut relâché et rejoignit Anvers.
En 1597, l’archiduc Albert admet Philips comme membre de sa Maison. L’année suivante, il fait éditer un Livre de Madrigaux à huit voix.
Après le décès de son épouse et de son enfant, il fut ordonné prêtre soit en 1601, soit en 1609 (les opinions divergent). Il reçut un canonicat à Soignies en 1610 et un autre à Béthune en 1622 ou 1623.
Durant cette période, Philips commence à composer de la musique sacrée, dont les premiers exemples sont trois motets publiés dans une anthologie à Munich en 1609. Quatre ans plus tard, Phalèse imprime la première grande collection de musique sacrée de Philips, les 69 Cantiones sacrae pro praecipuis festis totius anni et commini sanctorum à cinq voix (1612). En 1613, deux autres séries sont publiées, les 30 Cantiones sacrae pour huit voix et l’ensemble des 31 motets à deux ou trois parties avec continuo, les Gemmulae sacrae. Une autre série de motets à deux et trois voix avec continuo, les Deliciae sacrae dédiés à Albert et Isabelle, suit en 1616.
À Bruxelles, Philips jouit de la présence d’excellents collègues à la chapelle royale, dont John Bull, qui arrivé d’Angleterre en 1613 afin d’échapper à un procès pour adultère, s'était établi à Anvers. Auparavant, Philips a presque certainement rencontré un autre très célèbre musicien, Frescobaldi, lors du séjour que celui-ci effectue à Bruxelles en 1607-08.
La dernière publication de Philips comprend 106 motets pour une, deux et trois voix, tous avec continuo. Peter Philips a été assez célèbre de son vivant pour que sa musique ait pénétré jusqu’à Lisbonne et Stockholm.
En outre, ce n'est évidemment pas par hasard si, lorsque Jan Bruegel de Velours peignit L'Ouïe, il représenta, bien en évidence, une partition des madrigaux à 6 voix de « Pietro Philippi, Inglese ».

## Œuvres
Philips, anglais de naissance, fut un musicien européen et, s'il faut le compter au nombre des virginalistes « anglais », il fut le moins anglais de tous. En effet, d'une part, il engrangea diverses influences lors de ses séjours et voyages, influences qui se reflètent partiellement dans sa musique, d'autre part, il fut le seul virginaliste anglais à composer autant d'œuvres selon la technique de l’intavolatura (ou tablature).

### Musique instrumentale
L’œuvre de Peter Philips se divise en deux grandes catégories, qui correspondent à deux époques de sa carrière : l’œuvre instrumentale et l’œuvre vocale. La première est composée entre 1580 et 1605 : elle est constituée de musiques pour clavier et ensemble instrumental, soit une quarantaine de pièces. L'œuvre pour clavier — dont la majorité se trouve dans le Fitzwilliam Virginal Book — comporte elle-même deux parties, correspondant peut-être aussi à deux périodes différentes : d’abord les danses — surtout des pavanes et des gaillardes — et les fantaisies, dont la composition se situe entre 1580 et 1593 ; ensuite des arrangements pour clavier d’œuvres vocales, les intabulations, dont les dates de composition s’étendent de 1595 à 1605.
- Pavana (1580)
- Galliardo [? 1580]
- Trois Fantasie (1582 pour l’une d’entre elles)
- Pavana & Galiarda Pagget [1590]
- Passamezzo Pavana & Galiarda (1592)
- Pavana Doloroso & Galiarda Dolorosa (1593, composée en prison)
- « Le Rossignol » (1595), « Bon Jour mon Cœur » (1602) & « Margott Laborez » (1605), arrangements de chansons françaises de Roland de Lassus
- Amarilli (1603) arrangement d’une pièce vocale de Caccini
- Chi fara fede al Cielo [? c 1605], arrangement d’une pièce vocale de Striggio
- Tirsi, Freno, Cosi moriro	[? c 1605], arrangement d’une œuvre vocale de Marenzio
- Fece da voi [? c 1605], arrangement d’un de ses propres madrigaux datant de 1596.

### Musique vocale
L’œuvre vocale s'articule en deux périodes : l'une profane, qui compte essentiellement une cinquantaine de madrigaux, fut imprimé entre 1596 et 1603. Ils sont de style romain, assez faciles d'exécution et leur popularité leur vaudra d'être réimprimés. La seconde période recouvre majoritairement des recueils de pièces sacrées, essentiellement des motets de style très variés, inspirés tour à tour du madrigal ou de Palestrina, mais dans l'esprit de la Contre-Réforme. On compte plusieurs centaines de morceaux. Il ne les publie qu'au sommet de sa carrière, vers 1612 et jusqu'à 1628. Seul son contemporain le grand William Byrd, en composa plus que lui.
Œuvres profanes
- Madrigaux, livre I (1596)
- Madrigaux, livre II (1598)
- Madrigaux, livre III (1603)

Œuvres sacrées ;
- Cantiones sacrae pro praecipuis festis totius anni et commini sanctorum à cinq voix. (Pub. 1612) Destinées à la Chapelle de la cour.
- Gemmulae sacrae (1613)
- Deliciae sacrae (1616)
- Paradisus sacris cantionibus, composé de 106 motets pour une à trois voix et continuo. (1628)

## Discographie
Musique pour clavier
- Colin Booth (SBCD 992)
- Anneke Uittenbosch (1985, Etcetera ETC 1022) (OCLC 23677678)
- Emer Buckley (mars 1987, Harmonia Mundi HMC 901263) (OCLC 24504521)
- Paul Nicholson (15-17 décembre 1993, Hyperion CDA 66734) (OCLC 33237860)
- Siegbert Rampe – vol. 1 (2004, MDG 341 1257-2) (OCLC 62145671)
- Siegbert Rampe – vol. 2 (2004, MDG) (OCLC 214284504)

Musique instrumentale
- Consort music by Peter Philips - Parley of Instruments, dir. Peter Holman (22-23 décembre 1986, Hyperion) (OCLC 19875996)

Musique vocale
- Cantiones sacrae, 1612 - Choir of Trinity College, Cambridge, dir. Richard Marlow (11-13 janvier 2002, Chandos) (OCLC 841575054)
- Motets et Madrigaux, dir. Leonardo García Alarcón - Cappella Mediterranea (2-5 octobre 2007, Ambronay AMY015) (OCLC 359401901)
- Musique sacrée, Paradisus sacris cantionibus, dir. Erik van Nevel - Currende (Accent 8862)

## Ressources